# Miniatur
|  | Artiklen Miniature handler om fænomener i lille skala, især legetøj |
Miniatur, af fransk miniature fra latin minium (mønje), er en dekoration i en bog. En miniator var i Middelalderen den person, der med rød mønjefarve malede titler og initialer i manuskripter og trykte bøger og illuminerede eller illustrerede bøger. Mønjen (et giftigt blysalt) blev brugt som grunding for at lukke porerne i pergamentet (dyrehud) eller papiret så der kunne påføres farver. Miniaturmaleri blev den almindelige benævnelse i Middelalderen og Renæssancetiden for en væsentlig del af kunsten.
Dekorationerne (i alle regnbuens farver) i tidebøgerne og de små dimensioner blev synonyme, og miniatur kom til at betyde små malerier, navnlig portrætter.
Ordet miniatur fik en ironisk biklang om det diminutive (mindre) i forhold til det store, som i udtrykket "en Napoleon en miniature" (udtalt på fransk).
Under enevælden i Danmark blev det særlig fra midten af 1700-tallet skik at kongen og andre kongelige uddelte miniatureportrætter malet på elfenben eller pergament og gemt i guld- eller sølvetuier besat med ædelstene, såkaldte tabatières eller på smykker, som en udmærkelse. Fra Christian 6.s tid var der en miniaturemaler knyttet til hoffet. Miniatureportrætkunstens popularitet dalede i løbet af 1800-tallet efterhånden som fotografiet overtog dets rolle, men Frederik IX's portræt malet en miniature af Fanny Falkner ses på hans døtres kjoler.